# Timothy Awany
Timothy Dennis Awany (né le 6 août 1996 en Ouganda) est un joueur de football international ougandais, qui évolue au poste de défenseur au MS Ashdod.

## Biographie

### Carrière en sélection
Il joue son premier match en équipe d'Ouganda le 10 janvier 2016, en amical contre le Gabon (score : 1-1).
Par la suite, en janvier 2016, il participe au championnat d'Afrique des nations organisé au Rwanda. Lors de cette compétition, il joue trois matchs : contre le Mali, la Zambie, et enfin le Zimbabwe.
Il participe ensuite avec l'équipe d'Ouganda à la Coupe d'Afrique des nations 2017 organisée au Gabon.

## Palmarès
KCCA
| - Championnat d'Ouganda (1) : - Champion : 2015-16. - Coupe d'Ouganda : - Finaliste : 2013-14 et 2014-15. |  | - Supercoupe d'Ouganda (2) : - Vainqueur : 2014 et 2016. |